# 穆里西杜斯波特拉斯
穆里西杜斯波特拉斯（葡萄牙語：Murici dos Portelas）是巴西皮奥伊州的一个市镇。总面积481.521平方公里，总人口7675人，人口密度15.9人/平方公里。